# Каменночерновский
Каменночерновский — хутор в Даниловском районе Волгоградской области, в составе Лобойковского сельского поселения.
Население — 128 (2010).

## История
Хутор относился к Даниловской волости Усть-Медведицкого округа Области Войска Донского. Предположительно основан во второй половине XIX века (В Списке населенных мест Земли Войска Донского по сведениям 1859 года хутор не значится). Согласно Списку населенных мест Области войска Донского по переписи 1873 года на хуторе 184 мужчины и 194 женщины. Согласно переписи населения 1897 года в посёлке проживало уже 291 мужчина и 303 женщины, из них грамотных: мужчин — 88, женщин — 12.
Согласно алфавитному списку населённых мест Области Войска Донского 1915 года на хуторе имелось сельское правление, земельный надел составлял 335 десятин, проживало 573 мужчины и 484 женщины.
С 1928 года — в составе Даниловского района Камышинского округа (упразднён в 1930 году) Нижне-Волжского края (с 1934 года — Сталинградского края, с 1936 года — Сталинградской области, с 1961 года — Волгоградской области). До 1954 года хутор являлся центром Каменно-Черновского сельсовета. Решением Сталинградского облисполкома от 24 июня 1954 года № 15/801 в соответствии с Указом Президиума Верховного Совета РСФСР от 18 июня 1954 года №744/83 Лобойковский и Каменно-Черновский сельские Советы были объединены в один Лобойковский сельсовет, центр село Лобойково, с включением в Лобойковский сельский Совет следующих населенных пунктов: хутор Лобойково, хутор Семкин, хутор Каменно-Черновский
В 1963 году Лобойковский сельсовет передан в состав Котовского района, в 1964 году передан в состав Руднянского района В 1966 году передан передана в состав Даниловского района.

## Общая физико-географическая характеристика
Село находится в степной местности, на левом берегу реки Чёрной (правый приток реки Медведицы), у подножия одного из отрогов возвышенности Медведицкие яры. Высота центра населённого пункта около 100 метров над уровнем моря. Почвы — чернозёмы южные.
К хутор имеется 1-км подъезд от автодороги Даниловка — Лобойково - Грязнуха. По автомобильным дорогам расстояние до административного центра сельского поселения села Лобойково составляет 7,1 км, до районного центра рабочего посёлка Даниловка — 11 км, до областного центра города Волгоград — 280 км. В 9 км к востоку расположен хутор Прыдки.
Часовой пояс
Каменночерновский, как и вся Волгоградская область, находится в часовой зоне МСК (московское время). Смещение применяемого времени относительно UTC составляет +3:00.

## Население
Динамика численности населения по годам:
| 1873 | 1897 | 1915 | 1987 | 2002 | 2010 |
| ---- | ---- | ---- | ---- | ---- | ---- |
| 378  | 594  | 1057 | ≈180 | 149  | 128  |